# Heteropterodea
Heteropterodea – klad pluskwiaków należący do Euhemiptera.
Grupa ta została wprowadzona przez Schleego w 1969 roku pod nazwą Heteropteroidea. Zrzavý w 1992 roku zmienił jego nazwę na Heteropterodea by uniknąć pomyłek z nazwą rangi nadrodziny. Sorensen i inni w 1995 roku zaproponowali dla analogicznego kladu nazwę Prosorrhyncha. Klad ten obejmuje dwa podrzędy: Coleorrhyncha i pluskwiaki różnoskrzydłe (Heteroptera), stanowiące dla siebie grupy siostrzane. Same Heteropterodea stanowią grupę siostrzaną dla fulgorokształtnych, cykadokształtnych lub piewików (jeśli są monofiletyczne).
Cechami wspólnymi (synapomorfiami i autapomorfiami) są: segmentacja czułków zredukowana do czterech członów, ostatni człon czułków większy niż proksymalny, żyłki analne złączone Y-kształtnie, płaskie tergity odwłoka z ostrą listewką brzeżną, przetchlinki odwłokowe skierowane brzusznie, mechanizm łączenia się skrzydeł typu heteropteroidalnego, jednolity stożek analny, skrzydła przednie ułożone płasko na ciele, prognatyczna głowa z kłujką i szczecinami kłującymi przesuniętymi ku przodowi.